# 松村菊勇

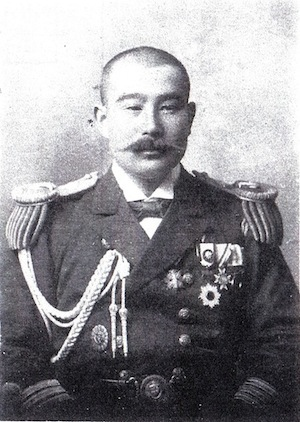
松村菊勇

松村 菊勇（まつむら きくお、1874年（明治7年）10月23日 - 1941年（昭和16年）4月4日）は、日本の海軍軍人、実業家。最終階級は海軍中将。石川島造船会社社長。

## 経歴
佐賀県出身。松村安種海軍少佐の二男として生まれる。攻玉社を経て、1896年12月、海軍兵学校23期を卒業。卒業席次は19名中2番（次席）。1898年1月、海軍少尉任官。「和泉」航海長、常備艦隊参謀を経て、日露戦争には第1艦隊参謀として参戦したが、緒戦の旅順口攻撃において負傷し後送される。その後復帰して大本営付から「笠置」砲術長になり、日本海海戦に参戦した。「松島」砲術長を経て、1907年12月、海軍大学校（甲種5期）を卒業した。
軍令部副官、フランス駐在、「春日」副長、海大教官、第1艦隊参謀、第1南遣枝隊参謀、「筑摩」艦長心得、「笠置」艦長心得、フランス大使館付武官、「常磐」「比叡」の各艦長、佐世保鎮守府付などを歴任し、1920年12月、海軍少将に進級。
第2艦隊参謀長、海軍教育本部第1部長、軍令部出仕、第5戦隊司令官、鎮海要港部司令官などを経て、1924年12月、海軍中将となり、軍令部出仕を経て、1925年11月、待命となり翌月に予備役編入となった。
1925年12月、石川島造船会社に入社、同常務、専務を経て、1933年4月から1941年1月まで社長を勤めた。墓所は多磨霊園。

## 栄典
位階
- 1898年（明治31年）4月16日 - 正八位[1]
- 1899年（明治32年）10月31日 - 従七位[2]
- 1901年（明治34年）12月17日 - 正七位[3]
- 1905年（明治38年）9月12日 - 従六位[4]
- 1916年（大正5年）1月21日 - 従五位[5]
- 1921年（大正10年）1月20日 - 正五位[6]
- 1924年（大正13年）12月27日 - 従四位[7]

勲章等
- 1904年（明治37年）5月27日 - 勲六等瑞宝章[8]
- 1906年（明治39年）4月1日 - 功五級金鵄勲章・勲四等旭日小綬章・明治三十七八年従軍記章[9]
- 1914年（大正3年）5月16日 - 勲三等瑞宝章[10]
- 1921年（大正10年）7月1日 - 第一回国勢調査記念章[11]
- 1940年（昭和15年）8月15日 - 紀元二千六百年祝典記念章[12]

## 親族
- 妻 松村路久 有田義資（三重県知事）の娘
- 兄 松村龍雄（海軍中将）